# Капела Подравска
Капела Подравска је насељено место у саставу општине Велики Буковец у Вараждинској жупанији, Хрватска. До територијалне реорганизације у Хрватској налазила се у саставу старе општине Лудбрег.

## Становништво
На попису становништва 2011. године, Капела Подравска је имала 466 становника.

## Попис1991.
На попису становништва 1991. године, насељено место Капела Подравска је имало 543 становника, следећег националног састава:
| Попис 1991.‍  | Попис 1991.‍  | Попис 1991.‍ | Попис 1991.‍ | Попис 1991.‍ |
| ------------ | ------------ | ----------- | ----------- | ----------- |
|              |              |             |             |             |
| Хрвати       | Хрвати       |             | 538         | 99,07%      |
| неопредељени | неопредељени |             | 1           | 0,18%       |
| непознато    | непознато    |             | 4           | 0,73%       |
| укупно: 543  |              |             |             |             |